# Флег лига Србије 2015.
Флег лига Србије 2015. је шеста сезона лиге Србије у флег фудбалу. Почиње 25. априла 2015. године и у њој ће учествовати укупно 22 екипе. Титулу брани екипа Ејнџел вориорси Чачак.

## Систем такмичења
У лиги учествује 22 клуба подељених у пет група по четири и шест екипа, према територијалној припадности. Игра се по турнирском систему - екипа домаћин ће угостити остале екипе из групе. Надметање је било по принципу свако са сваким. Три најбоље пласиране екипе из група Север 2 и Центар и по две из Север 1, Југ 1 и 2 иду на полуфинални турнир.

## Клубови
Клубови су подељени у пет група – Север 1, Север 2, Центар, Југ 1 и Југ 2.
| Група Север 1                                                  | Група Север 2                                                                      | Група Центар                                                                          | Група Југ 1                                                                          | Група Југ 2                                                                     |
| -------------------------------------------------------------- | ---------------------------------------------------------------------------------- | ------------------------------------------------------------------------------------- | ------------------------------------------------------------------------------------ | ------------------------------------------------------------------------------- |
| Вајлд догси Нови Сад Целтиси Сомбор Хантерси Врбас Најтси Клек | Сирмијум лиџонарси Пантерси Панчево Индијанси Инђија Вервулвси Ваљево Шаркси Шабац | Вукови Београд Сејберси Лазаревац Пајратси Земун Хокси Обреновац Блу драгонси Београд | Ројал краунси Краљево Ејнџел вориорси Чачак Пастуви Пожаревац Вајлд борси Крагујевац | Блек хорнетси Јагодина Стробери келтси Јагодина Голден берси Бор Витезови Пирот |

## Турнири
Лигашки турнири играју се 25. и 26. априла и 16. и 17. маја.

## Финале
На финални турнир иду по три најбоље екипе из оба полуфинала и жребањем се деле у две групе од по три клуба.